# Fernandinha
Fernanda Cristina Ferreira (Rio de Janeiro, 10 de janeiro de 1980) é uma ex-voleibolista indoor brasileira, com marca de alcance 283 cm no ataque e 264 cm no bloqueio, e atuava na posição de levantadora conquistou a medalha de prata na edição do Gran Prix de 2012 na China e sagrou-se campeã olímpica de 2012. Em clubes conquistou a medalha de ouro na edição da Copa CEV 2009-10 no Azerbaijão.

## Carreira
Iniciou no voleibol no América FC e sua estreia internacional foi quando 1996 recebeu convocação para representar o elenco infantojuvenil da Seleção Brasileira na edição do Campeonato Sul-Americano da categoria realizado em Paysandú, ocasião que conquistou a medalha de prata. Estreou na Superliga Brasileira A na temporada 1998-99  pelo Pinheiros/Blue Life quando registrou três pontos, na jornada seguinte continuou no mesmo clube e marcou nove pontos na Superliga Brasileira A 1999-00.
Em 1997, esteve no elenco que conquistou a inédita medalha de ouro no Campeonato Mundial Infantojuvenil em Chiang Mai.
Na categoria juvenil, atuou pela seleção brasileira e foi ouro no sul-americano de 1998 sediado em Santa Fé, na Argentina e disputou o Mundial Juvenil de 1999 em Saskatoon, no Canadá, ocasião da conquista da medalha de prata.
Transferiu-se na jornada 2000-2001 para o São Caetano EC, ocasição que marcou 45 pontos na correspondente edição da Superliga Brasileira A.Renovou com o mesmo clube que utilizou a alcunha Açúcar União/São Caetano e fez 22 pontos na Superliga Brasileira A 2001-02.
Jogou no período esportivo de 2002-03 pelo Rexona/Ades quando marcou 32 pontos na referente Superliga Brasileira A.Retornou ao Pinheiros/Blue Life onde permaneceu em duas temporadas, registrando 103 pontos na Superliga Brasileira A 2003-04 e na edição de 2004-05 marcou 68 pontos.
Transferiu-se para o Brasil Telecom/DF cujo técnico foi William Carvalho da Silva e  firmaram parceria com a Prefeitura Municipal de São Bernardo do Campo, para representar a cidade nas principais competições daFPV, utilizando a alcunha Brasil Telecom/São Bernardo, avançando a final dos Jogos Regionais em Praia Grande de 2005, foi semifinalista da Copa São Paulo de 2005, disputou  edição do Campeonato Paulista de 2005 sendo semifinalista e sagrou-se campeã dos Jogos Abertos do Interior em Botucatu.Pela Superliga Brasileira A 2005-06 representou o Brasil Telecomna qual encerrou na  sexta posição.
Foi atleta do Finasa/Osasco disputou o Campeonato Paulista de 2006 e disputou a Superliga Brasileira A 2006-07 sagrando-se vice-campeã desta edição. Disputou e foi finalista da Copa Brasil de 2007 na cidade de Brusque por esta equipe e finalizou com o vice-campeonato.
Atuou pelo clube italiano Yamamay Busto Arsizio nas competições de 2008-09 e na jornada seguinte disputou a edição da Copa CEV 2009-10 e conquistou título inédito desta edição cujas finais deu-se em Baku.
Integrou a Seleção Brasileira de Voleibol Feminino na conquista da medalha de prata no Grand Prix de 2012 em Ningbo e na Olimpíada de Londres 2012, quando obteve a medalha de ouro.
Foi contratada como reforço do GR Barueri ainda na temporada 2013-14 e disputou a Superliga Brasileira A correspondente, e foi afastada do time juntamente com a campeã olímpica Fê Ísis sem conhecer as razões  do então treinador Maurício Thomas e não pode atuar em outra equipe na Superliga devido ao prazo de inscrição já ter expirado, tal treinador posteriormente declarou a imprensa suas razões.
Em 2015 anunciou aposentadoria, mas em 2017 voltou com novo projeto encabeçado pelo ex-voleibolista Giba e atuou pelo Madero CWB em busca da vaga para elite nacional, mas não conquistou o título da Taça Ouro de 2017, terminando com o vice-campeonato.

## Clubes
| Clube                         | País       | De   | Até  |
| ----------------------------- | ---------- | ---- | ---- |
| Botafogo/Cell Center          | Brasil     | 1993 | 1996 |
| Fluminense F.C.               | Brasil     | 1996 | 1997 |
| Botafogo F.R.                 | Brasil     | 1997 | 1998 |
| Blue Life/Pinheiros           | Brasil     | 1998 | 2000 |
| Açúcar União/São Caetano E.C. | Brasil     | 2000 | 2002 |
| Rexona                        | Brasil     | 2002 | 2003 |
| Blue Life/Pinheiros           | Brasil     | 2003 | 2005 |
| Brasil Telecom/São Bernardo   | Brasil     | 2005 | 2006 |
| Finasa/Osasco                 | Brasil     | 2006 | 2007 |
| Santeramo Sport               | Itália     | 2007 | 2008 |
| Yamamay Busto Arsizio         | Itália     | 2008 | 2010 |
| Liu Jo Volley Modena          | Itália     | 2010 | 2012 |
| Igtisadchi Baku               | Azerbaijão | 2012 | 2012 |
| Vôlei Amil/Campinas           | Brasil     | 2012 | 2013 |
| Grêmio Barueri                | Brasil     | 2013 | 2014 |
| Volley Pavia                  | Itália     | 2014 | 2015 |
| VB Nantes                     | França     | 2015 | 2016 |
| Madero/Curitiba               | Brasil     | 2016 | 2017 |

## Títulos e resultados
- Superliga Brasileira A:2006-07[21]
- Copa Brasil:2007[23]
- Taça Ouroː2017[32]
- Campeonato Paulista:2006 [18]
- Jogos Abertos do Interior de São Paulo:2005[13]
- Jogos Regionais de São Paulo:2005[8]

## Premiações individuais
[carece de fontes?]